# ZAC Flaubert
La ZAC Flaubert, plus connue sous le nom d'écoquartier Flaubert, est une zone d'aménagement concerté, sur la rive gauche, à l'ouest de la ville de Rouen. Le projet a pour objectif la reconquête urbaine de cette ancienne zone d'activité industrielle et portuaire.

## Situation
Située sur les communes de Rouen et du Petit-Quevilly, elle est délimitée au Nord par la Seine avec le quai Jean-de-Béthencourt et la presqu'île Rollet, à l'est par l'avenue Jean-Rondeaux, au sud par la rue de la Motte et à l'ouest par la rue Bourbaki proche du pont Gustave-Flaubert et de son accès sud.
Il fait face à l'Espace des Marégraphes et l'écoquartier Luciline en rive droite.
Le cœur du futur quartier est aujourd'hui occupé par les faisceaux ferroviaires de la gare de Rouen-Orléans, affectée au service du fret.

## Un écoquartier duXXIesiècle
Le projet urbain a été conçu par le groupement Atelier Jacqueline Osty, Attica, Egis et Burgcap. Celui-ci prévoit sur une surface de 80 hectares une mixité de programmes avec des logements et des bureaux. L'espace destiné aux chemins de fer sera réduit. Un canal en eau puis végétal[Quoi ?] sera créé, perpendiculairement à la Seine, qui permettra au Petit-Quevilly de retrouver le lien avec la Seine perdu en 1888.
Le premier bâtiment construit est Le 106, salle des musiques actuelles réalisée par l'agence King-Kong. Des grues Caillard dite Picasso placées devant la salle devant les quais font face à la perspective créée depuis l'église de la Madeleine avec l'avenue Pasteur. Ces réalisations s'inscrivent également dans une requalification des quais rive gauche, à l'instar de la rive droite. Suit l'aménagement de la presqu'île Rollet, ancienne « île » au charbon, exploitée jusqu'en 2001 et réaménagée en parc paysager.
L'urbanisation du quartier se fera dans un premier temps le long de l'avenue Jean-Rondeaux.
La ville de Rouen a organisé du novembre au 13 décembre 2016 une concertation sur internet pour choisir les noms des places et rues créées. Les noms qui ont retenu le plus de suffrages ont fait l'objet d'une validation en séance des conseils municipaux du Petit-Quevilly et de Rouen au premier trimestre 2017:
- Rue Berthe-Morisot ;
- Cours Camille-Claudel ;
- Place Dian-Fossey ;
- Place Olympe-de-Gouge ;
- Rue Niki-de-Saint-Phalle ;
- Rue François-Depeaux ;
- Place Andy-Warhol ;
- Rue Lucien-Lefort ;
- Rue Frida-Kahlo ;
- Rue Sonia-Delaunay ;
- Rue Paul-Émile-Victor ;
- Rue Théodore-Monod.

Elles redivisent le quartier, anciennement industriel et portuaire. Les anciennes voies conservées sont :
- Rue Bourbaki ;
- Quai de France ;
- Boulevard Jean-de-Béthencourt ;
- Allée Jean-de-Béthencourt ;
- Rue de la Motte.

Les faisceaux ferroviaires Clamagéran et Plaine voient leur emprise réduite pour l'aménagement du quartier.